# Ortsbild

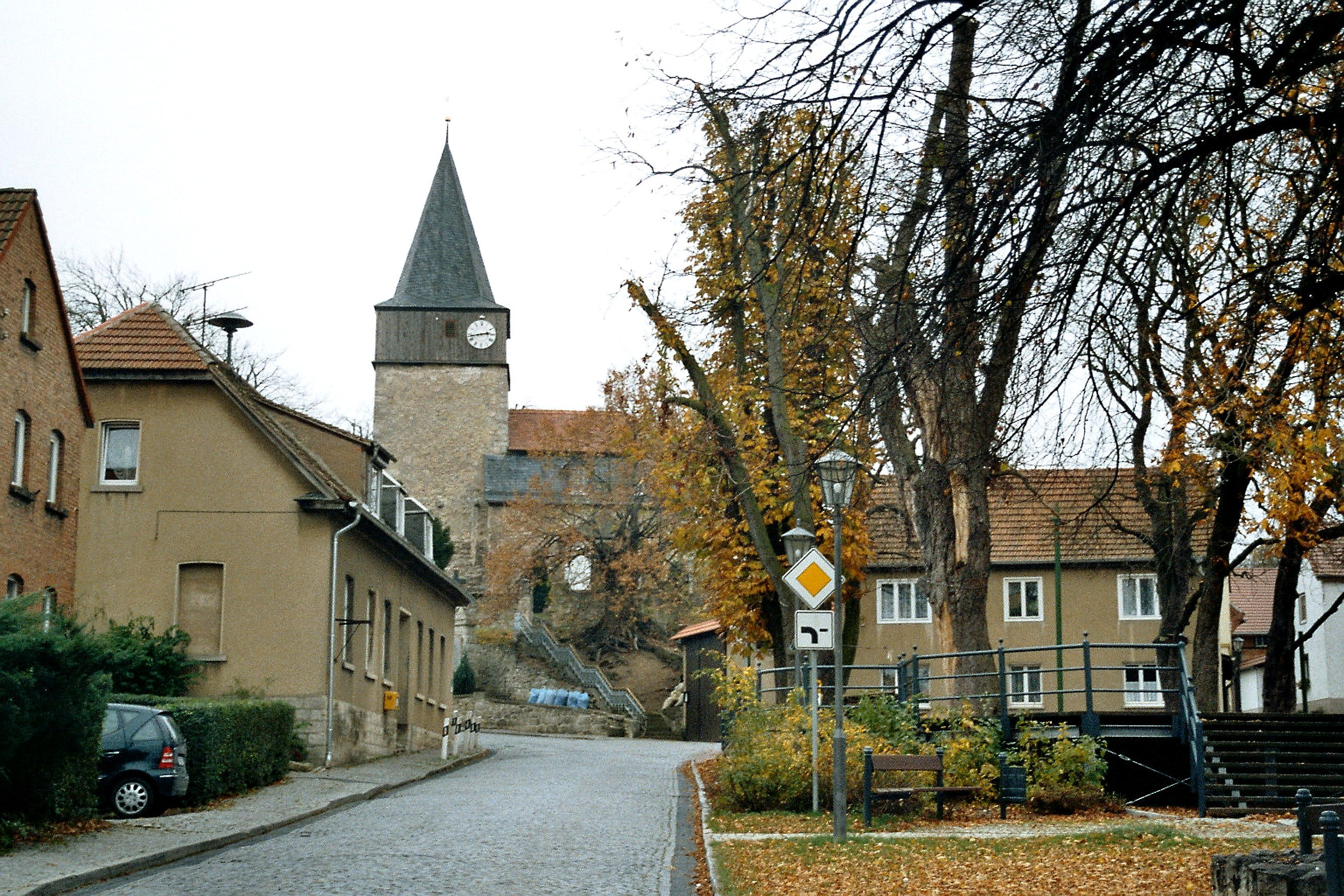
Dorfkirche und Dorfplatz zählen oft zu den wesentlichen Elementen des Ortsbildes (hier: Kleinschwabhausen in Thüringen)

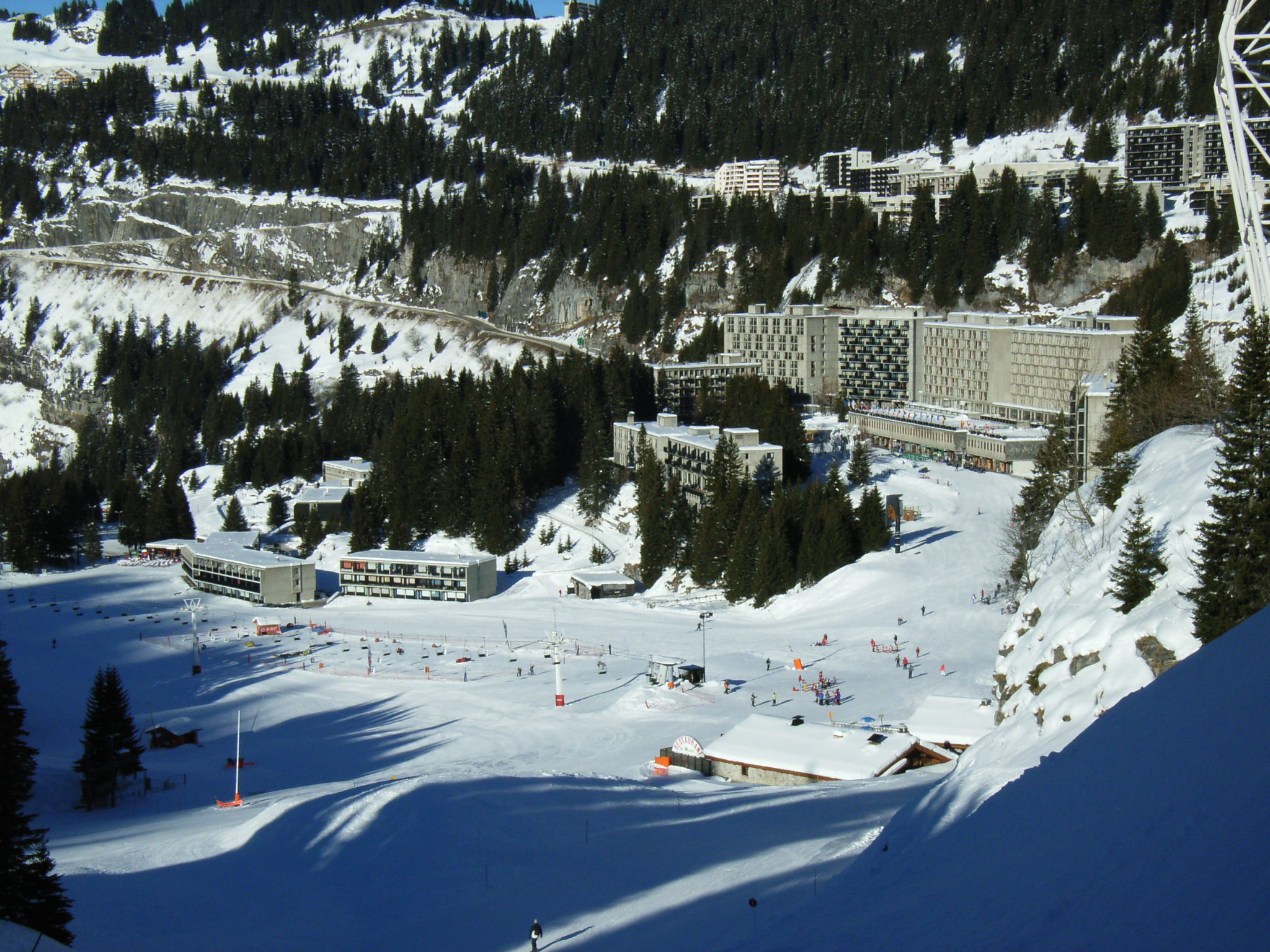
Flaine, französischer Skiort:
ein Retortendorf aus den 1960er Jahren von Marcel Breuer, unter Denkmalschutz

Das Ortsbild ist das Erscheinungsbild eines Ortes und im weiteren Sinne einer Stadt (Stadtbild). Dazu zählt der gesamte Raum, also neben Gebäuden auch Straßen, Plätze, Parkanlagen, Laternen und die weitere Ausstattung. Das Ortsbild steht im Wechselspiel mit dem Landschaftsbild.
Der Erhalt historischer Strukturen sowie städtebaulicher Ensembles als Zeugnis der Entwicklung von Gesellschaft, Wirtschaft und Architektur, als Identifikationsmöglichkeit für die Bevölkerung sowie als touristischer Wert steht oftmals im Konflikt mit der Suche nach Funktionalität, den Bedürfnissen von Verkehr, Bauwesen und anderen wirtschaftlichen Interessen.

## Eingriffe in die Ortsbilder

### Von der Nachkriegszeit bis zur Gegenwart
Besonders seit den Nachkriegsjahrzehnten sind Ortsbilder durch den Abriss erhaltenswerter, historischer Architektur und durch unsensiblen Ersatz von Gebäuden innerhalb städtebaulicher Ensembles gefährdet. Auch Modifikationen an Gebäuden, wie das Verputzen des Fachwerks, das Anbringen von Fassadenverkleidungen, die Entfernung historischer Fenster und Fensterläden aus Holz und Ersatz durch industrielle Baustoffe und Produkte sowie die Anbringung nachträglicher Hausanbauten wie Windfänge oder Wintergärten und Balkons können das Ortsbild gefährden. Insbesondere die Verkleidung der Fassaden mit Asbestzementplatten (Eternit), bis zu deren Verbot, verschandeln bis heute weithin die Ortsbilder.
Auch seitens der örtlichen Planung wurde bei der Beschaffung von Stadtmobiliar oder der Aufstellung von Straßenlaternen nicht immer Rücksicht auf das Ortsbild genommen. Dorfplätze und Freiflächen wurden zudem öfters großflächig asphaltiert oder anderweitig befestigt und verödeten, insbesondere in den weniger dicht bebauten Orten im Umfeld der Alpen (siehe Bild ganz rechts und am Artikelanfang).
Seit Anfang der 1970er Jahre, insbesondere im Zuge des Europäischen Jahres des Denkmalschutzes 1975, fand vielfach ein Umdenken statt und alte Bausubstanz wurde erhalten oder wieder freigelegt. Im selben Jahrzehnt entstanden jedoch infolge der Energiekrise bis heute erneute Eingriffe in die Ortsbilder durch nachträgliches Anbringen von Wärmedämmungen an historische Fassaden. In neuerer Zeit kamen Photovoltaikanlagen, Satellitenschüsseln und Mobilfunkmasten hinzu, die jedoch in manchen historischen Ortszentren, z. B. in Thüringen, nicht zugelassen werden.
Bebauungspläne lassen heute oftmals eine größere Freiheit bei der Wahl der Hausform und der Materialien zu als früher. In Verbindung mit der stärkeren Verbreitung von Fertighäusern besitzen heute auch die relativ wenigen Orte mit intaktem innerörtlichen Ortsbild meist keine angemessenen Randgebiete.
Jedoch zeigen sich bei der Zerstörung bzw. dem Erhalt schöner oder historischer Ortsbilder sehr große regionale Unterschiede, die teils mit dem Verständnis der Bevölkerung oder dem Baurecht zusammenhängen. Zudem spielen die soziale Situation, Herkunft, Bildung und der Lebensstil der Hausbesitzer eine entscheidende Rolle. Das Bildungsbürgertum hat eine hohe Affinität zum Erhalt der Ortsbilder.

### Alpenraum
Besonders im Alpenraum, und im nördlichen Vorland mit für mitteleuropäische Verhältnisse historisch relativ geringer Städtedichte trifft man heute oft auf verstädterte Dörfer. Aus Mangel an Städten wurden in Bayern auch Dörfer und Marktgemeinden zu Kreisstädten erhoben, wie Sonthofen oder der Kreishauptort Garmisch-Partenkirchen. Hoher Siedlungsdruck förderte die Zersiedlung noch mehr als andernorts. Die Planungen waren häufig nicht integriert, ohne Grundidee und Gesamtkonzept, begleitet von zu geringer Durchsetzungskraft der Raumordnung.
So ist heute der Alpenrand im Norden wie im Süden auf hunderte Kilometer und weit in die Haupttäler hinein zersiedelt durch eine Mischung aus Dorf und Stadt, Wohnen und Gewerbe, Siedlung und Grünland.
„Schon heute haben in vielen Teilen der Region [Bodensee] die Werbeaufnahmen der Tourismusverbände mit der Realität nicht mehr viel zu tun.“
„Grosse Teile der Schweiz gehören heute zu den baulich hässlichsten Gebieten Europas. Viele Ortsbilder sind arg verunstaltet und/oder gleichen einem architektonischen Chaos. Vielerorts muss sogar von unansehnlichen Bauwüsten oder einer städtebaulichen Katastrophe gesprochen werden. Für den geneigten Betrachter nicht mehr lebenswert und schon gar nicht mehr sehenswert!“
Insbesondere in der Schweiz belasten fast ganzjährig leerstehende Zweitwohnungen und Ferienwohnungen mit heruntergelassenen Rollos viele inneralpine Ortsbilder zusätzlich (Kalte Betten). Dem versucht man seit 2012 entgegenzuwirken durch die Eidgenössische Volksinitiative «Schluss mit uferlosem Bau von Zweitwohnungen!».
Im Schwarzwald dürfen an historischen Einödhöfen und Weilern nur unter strengsten Auflagen Neubauten errichtet werden, während es in den Alpen weniger streng gehandhabt wird.

## Intakte Ortsbilder
Neben dem Denkmalschutz ist für intakte Ortsbilder auch das Verständnis hierfür bei Gemeinderäten, Bürgermeistern, Bauherrn und Hausbesitzern entscheidend.
Intakte Ortsbilder befinden sich beispielsweise häufiger an der Ostsee, mit Reetdachhäusern, im Thüringer Schiefergebirge, mit schieferverkleideten Häusern, vereinzelter in Mainfranken, mit Häusern aus Fachwerk und Naturstein. In der Schweiz trifft man auf die am besten erhaltenen Ortsbilder im Unterengadin, mit den Dörfern Guarda, Ardez und Sent.

Intakte Ortsbilder von der See zu den Alpen
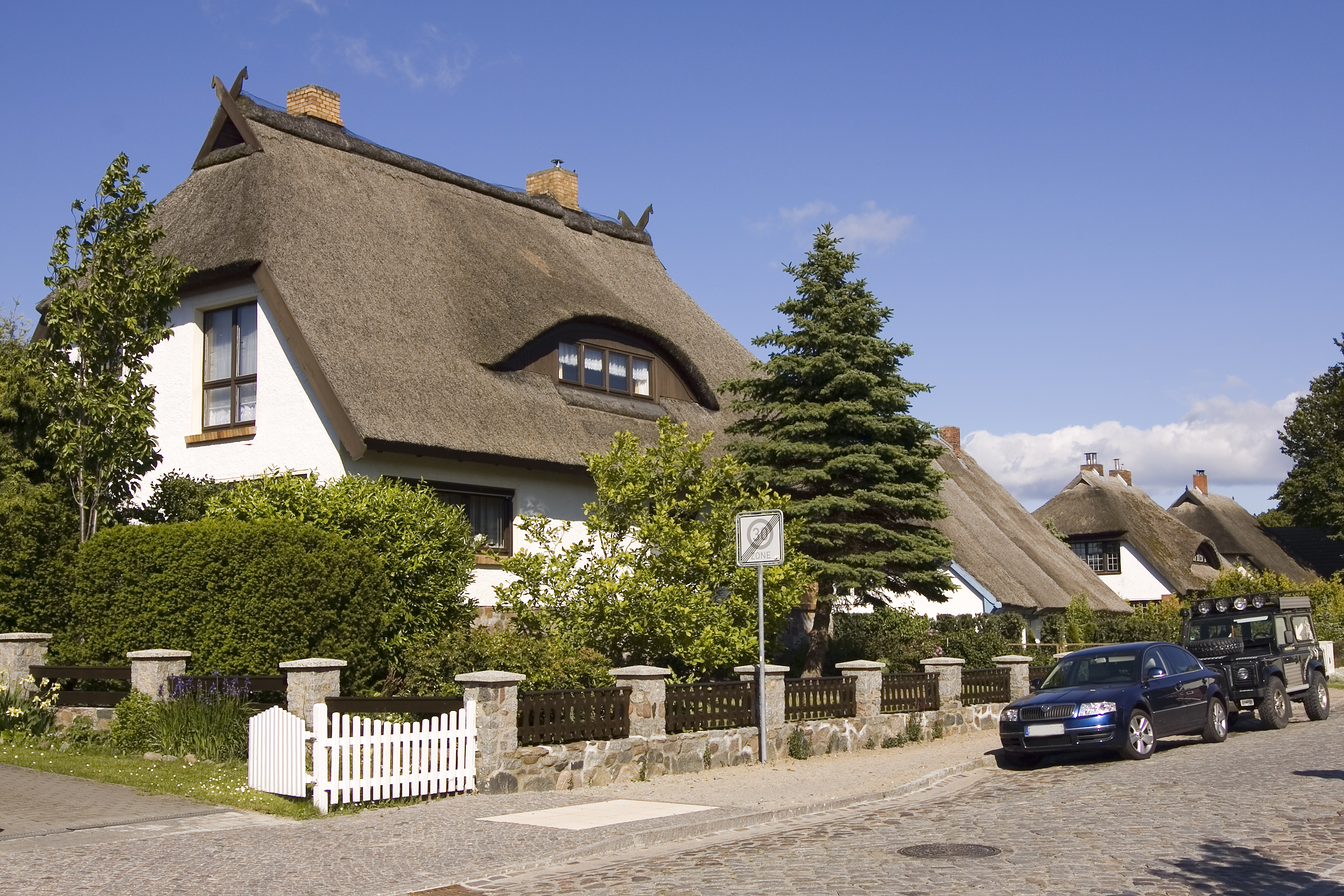
Neubauten in Altefähr auf der Insel Rügen
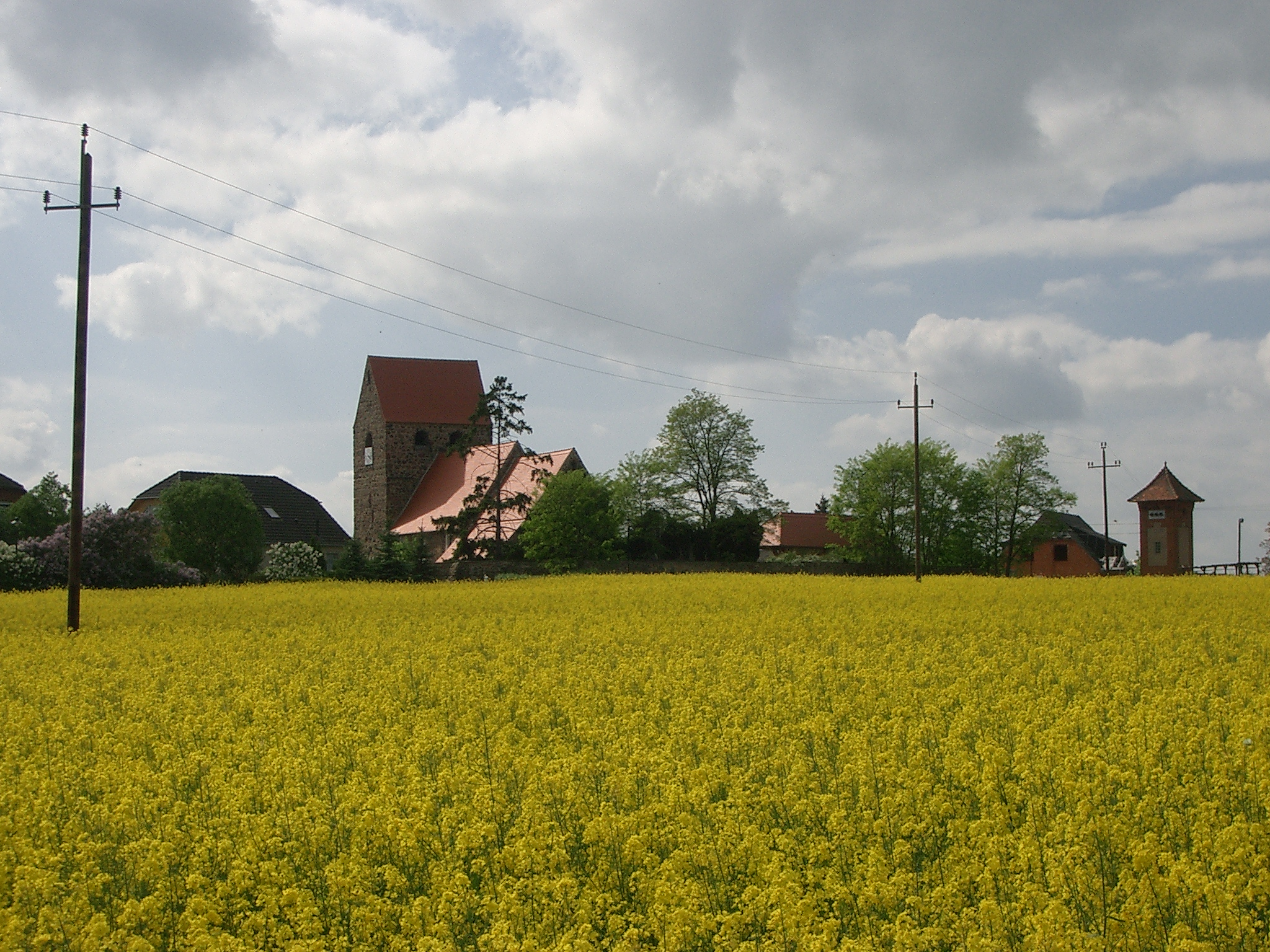
Schernikau in der Altmark
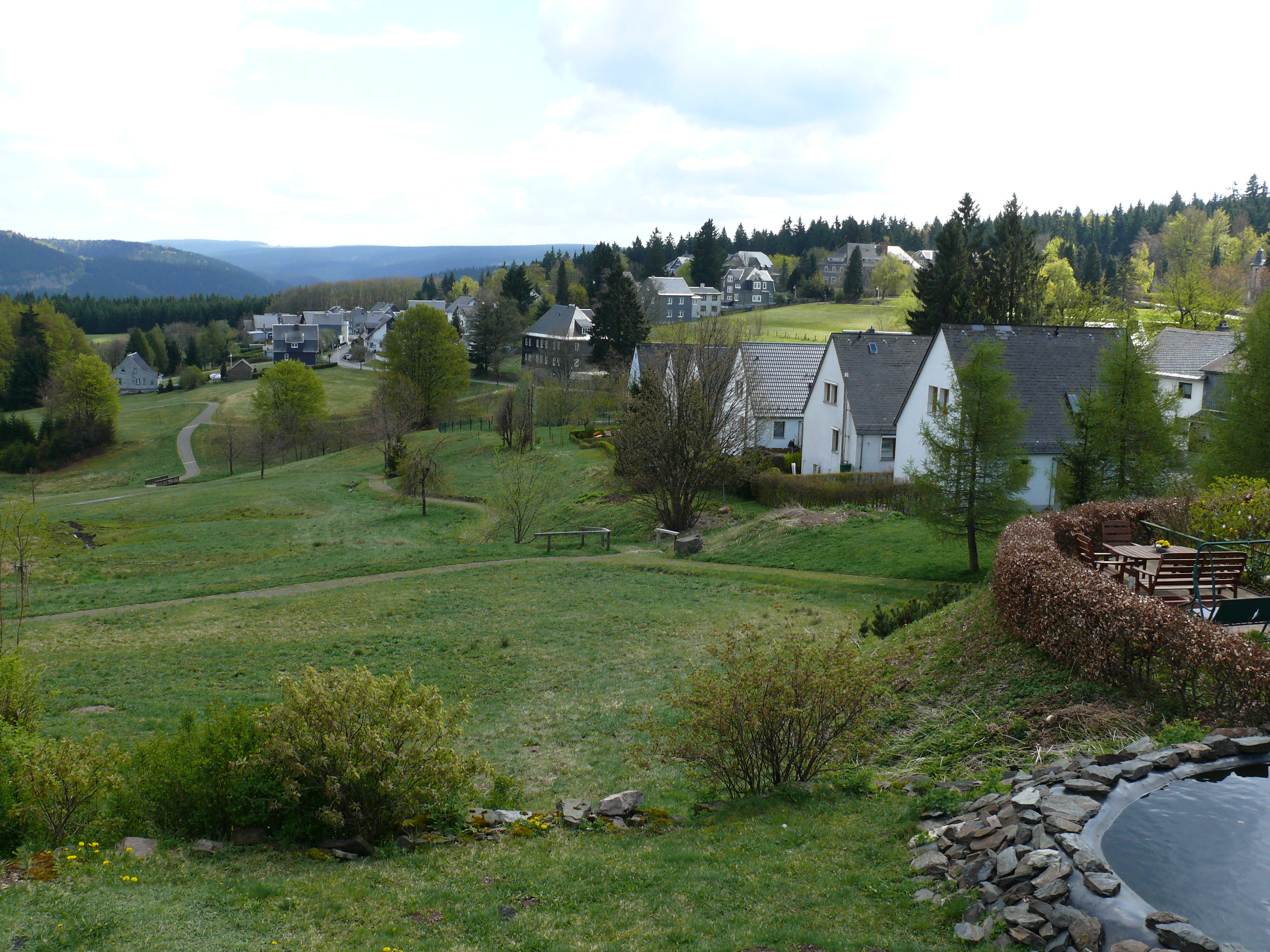
Alt und Neu in Masserberg im Thüringer Schiefergebirge
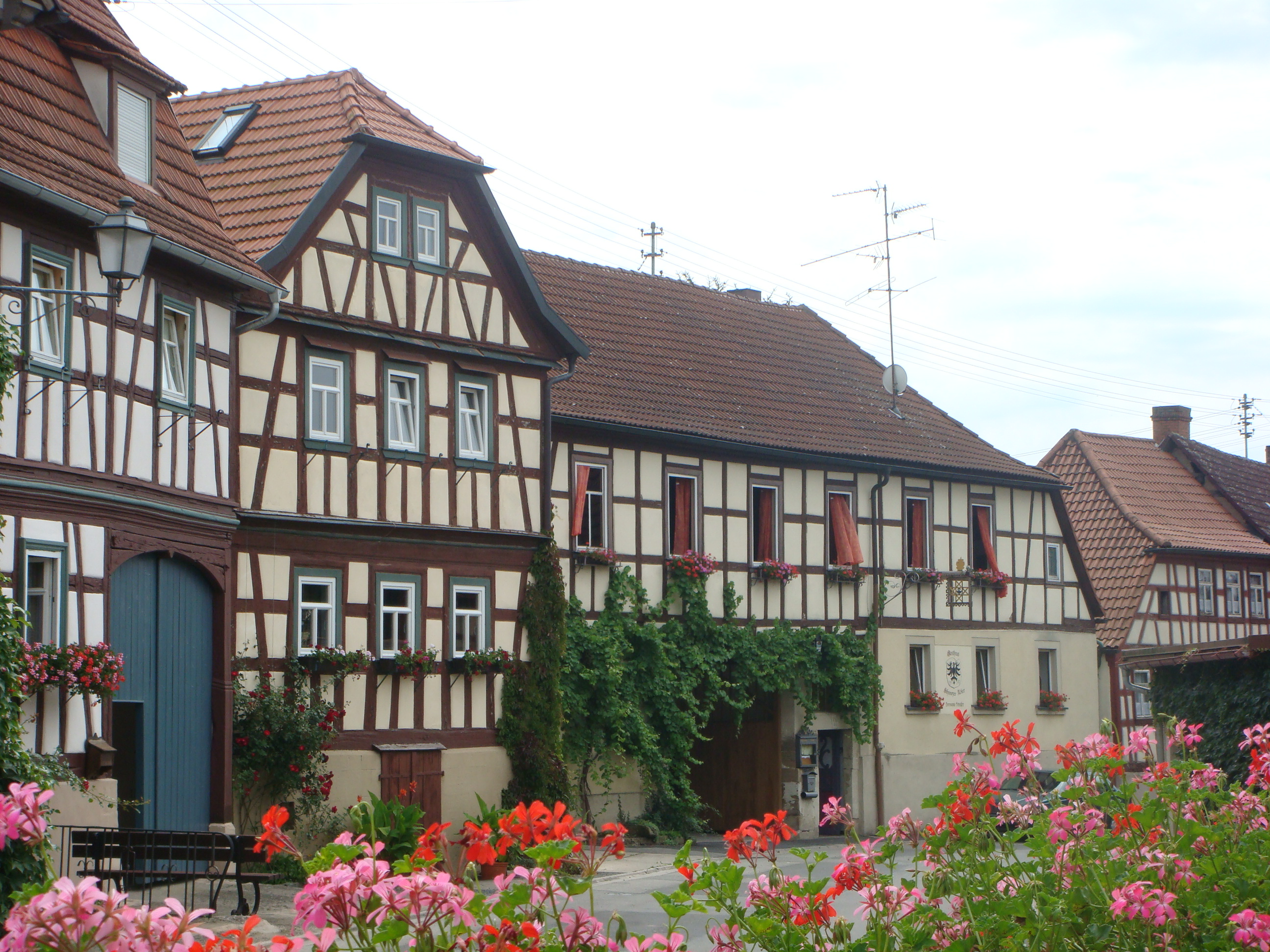
Unfinden in Mainfranken
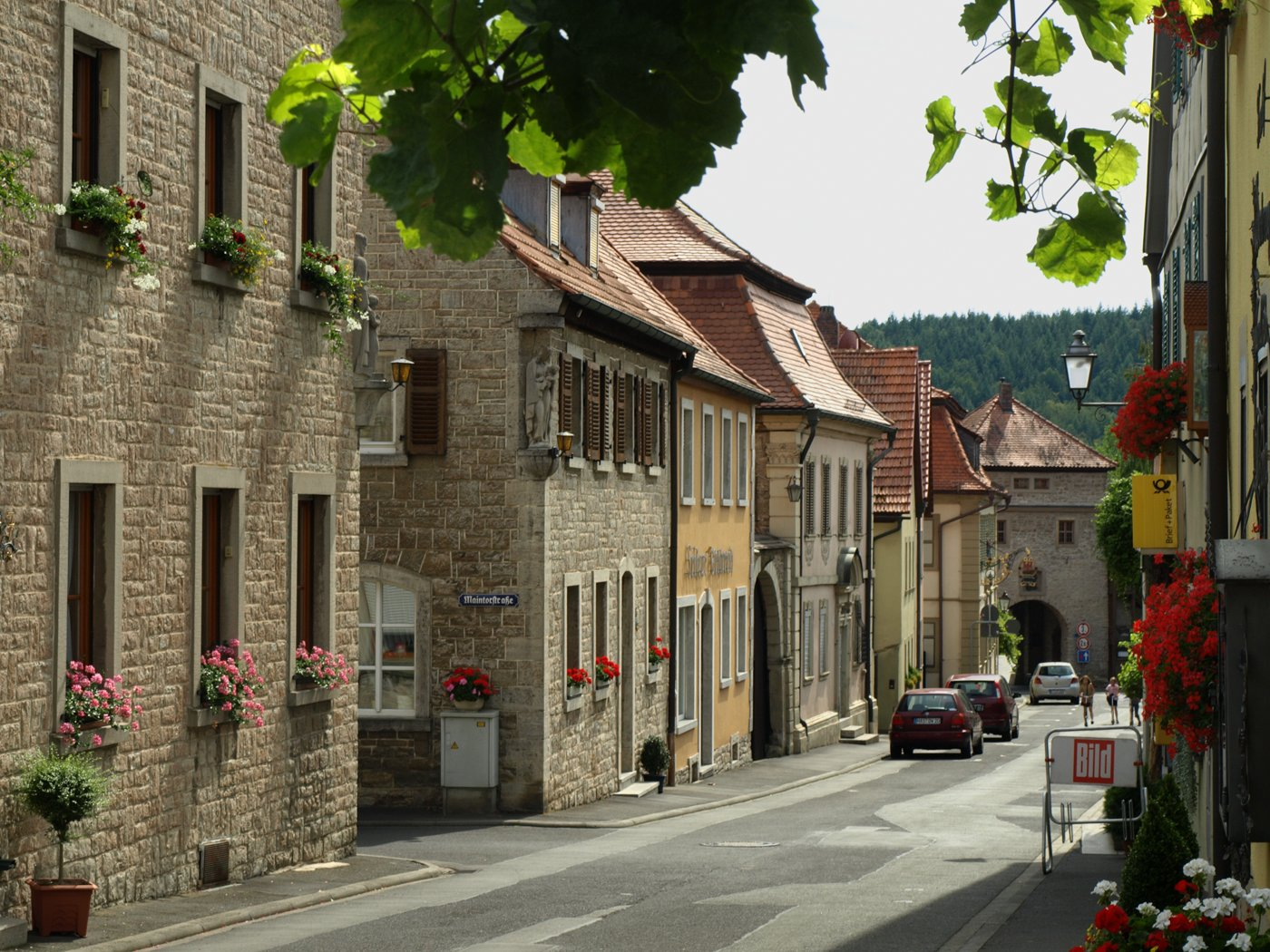
Sommerach in Mainfranken
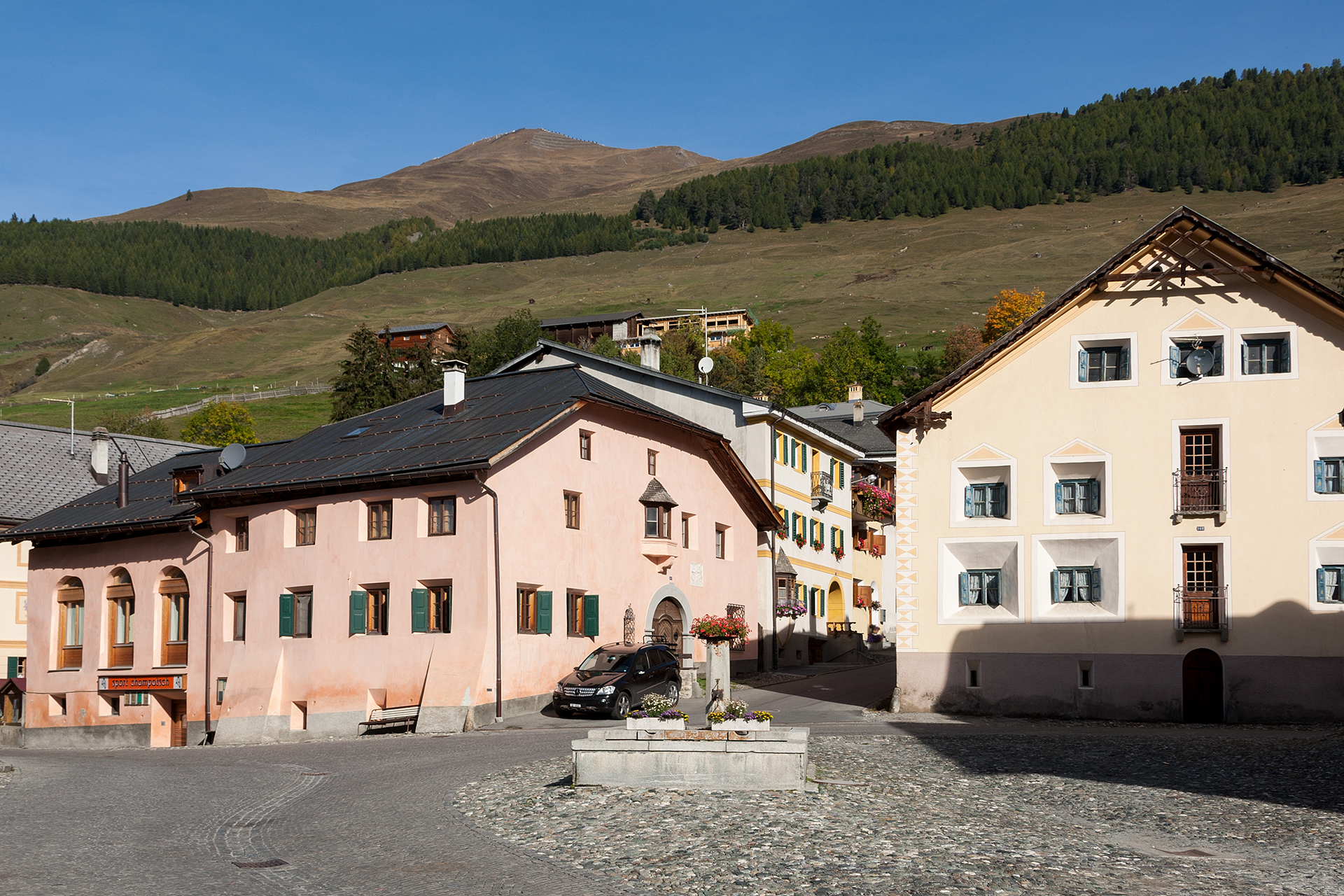
Sent im Unterengadin